# 佛羅里達黑鱸
佛羅里達黑鱸為輻鰭魚綱鱸形目鱸亞目太陽魚科的其中一種，分布於北美洲美國佛羅里達州的淡水流域，屬肉食性，可作為遊釣魚。

## 擴展閱讀
維基物種上的相關：佛羅里達黑鱸